# Yula Pozo
Yula Pozo (Cidade do México, 20 de março de 1945) é uma atriz e comediante de televisão mexicana.

## Carreira
Ela começou sua carreira de atriz em 1974 no filme La madrecita, estrelado pela comediante María Elena Velasco, mais conhecida como "La India María". Estreou-se então na televisão onde se destacou como comediante em séries humorísticas como El show del Loco Valdés e Hogar Dulce Hogar; neste último ela permaneceu no elenco durante toda a sua transmissão, de 1974 a 1984. Ela trabalhou na novela dramática de Valentín Pimstein de 1985, Vivir un poco, onde interpretou uma mãe altruísta de uma família humilde. A partir daí, continuou com participações em novelas como Carrossel, Uma vez que teremos asas, Preciosa, Locura de amor (sua primeira vilã), Contra viento y marea e Palavra de mulher e entre outros.
Yula Pozo é mãe da atriz Úrsula Montserrat. Ela tem outros dois filhos: Christian e Salvador.
Atualmente participa da novela Um refúgio para o amor, produzida por Ignacio Sada Madero, no papel de Estela.

## Filmografia

### Televisão
- Un refugio para el amor (2012) - Estela
- Palabra de mujer (2007-2008) - Rosa de Solano[3]
- Contra viento y marea (2005) - Tirsa
- CLAP (2003) - Juventina[4]
- El Rabo Verde (2003) - Juventina
- Locura de amor (2000) - Doris Quintana
- Preciosa (1998) - Fermina
- Alguna vez tendremos alas (1997) - Madre Josefina
- Lazos de amor (1995) - Eugenia
- La dueña (1995) - Armida
- Entre la vida y la muerte (1993)
- María Mercedes (1992) - Lucinda
- En carne propia (1990-1991)
- Carrusel (1989-1990) - Juanita
- El extraño retorno de Diana Salazar (1988) - Teresa[5]
- Rosa salvaje (1987-1988) - Lupe
- Vivir un poco (1985) - Honesta de Ramírez
- El Chapulín Colorado (1976) - Empregada da Dalila
- El circo de Capulina (1975) - Arabella
- Hogar dulce hogar (1974-1984)
- Detective de hotel (1973)
- Chucherías (1973)
- El show del Loco Valdés (1972)
- El Rabo Verde (1967-1968)

### Filmes
- La madrecita (1974)[6]